# Oplon

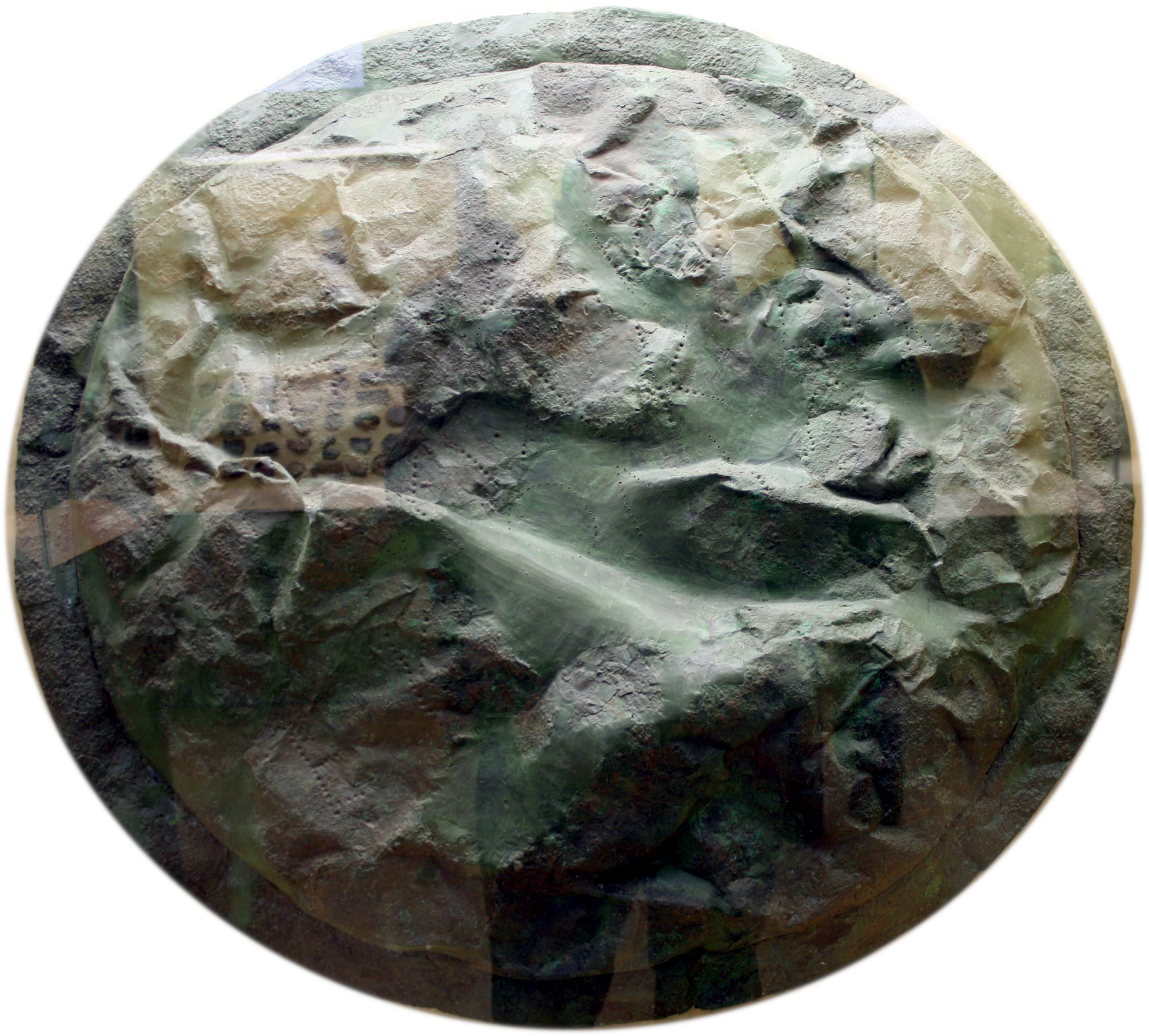
Scudo di un oplita spartano (425 a.C.) - Museo dell'antica agorà ad Atene.

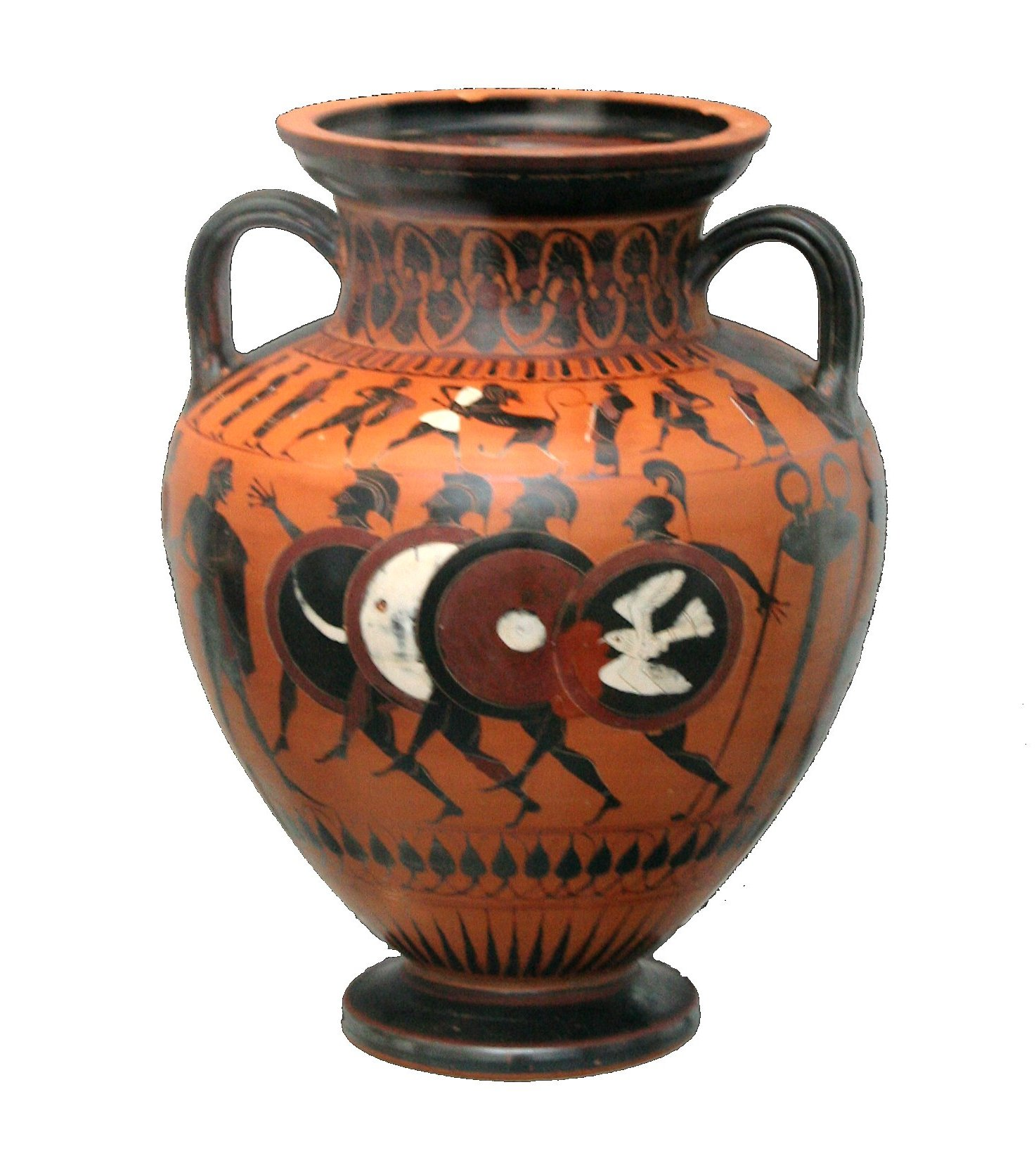
Opliti greci con hoplon, elmo e lancia - Hoplitodromos greco del 550 a.C. - Staatliche Antikensammlungen.

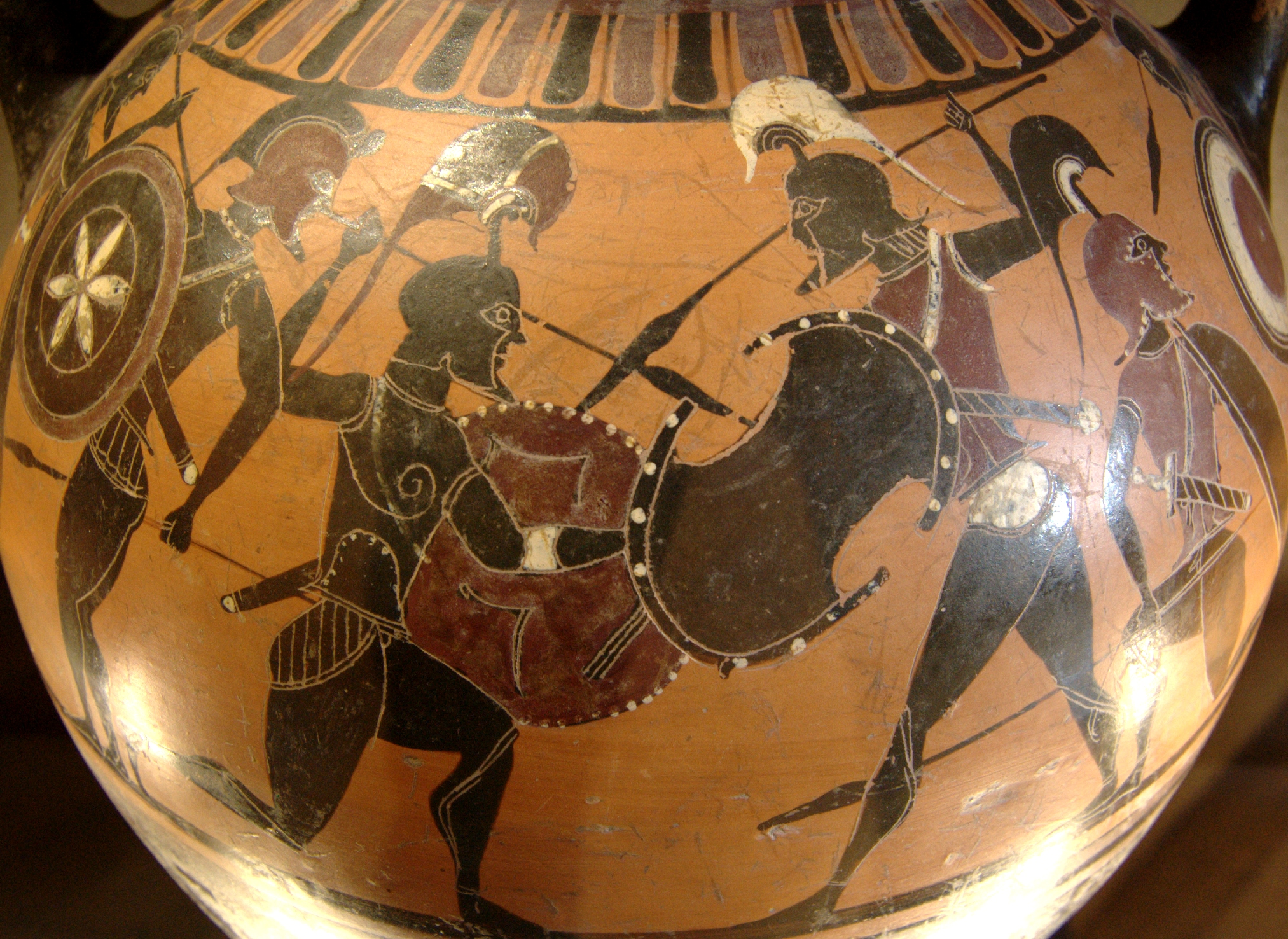
Mischia di opliti greci con hoplon e scudo beotico - Lato B di un'anfora Attica del 570-565 a.C. - Museo del Louvre.

L'Oplon (in greco antico: ὅπλον?, òplon) era lo scudo distintivo dell'oplita, il soldato di fanteria pesante della Grecia antica. Noto anche come "scudo cavo", o "scudo argivo", costituisce una delle varianti più importanti dell'aspis (ἀσπίς), lo scudo greco tradizionale.
(Diodoro Siculo, Bibliotheca historica, 15.44.3)

## Forma
L'introduzione dell'hoplon fu rivoluzionaria per l'epoca:
- Era un scudo in forma di disco concavo, del diametro di 90–100 cm, realizzato in legno di noce e rivestito, esternamente, da una lamina di bronzo ed internamente dal cuoio. Il peso complessivo arrivava a 9-10 kg. Pezze di cuoio potevano coprire il bordo inferiore onde evitare abrasioni sulla coscia dell'oplita durante la mischia.
- Il sistema di sospensione era il punto forte di quest'arma. L'impugnatura (antilabè) si trovava vicino al bordo esterno ed era realizzata in cuoio o corda. Un secondo passante, posizionato al centro dello scudo ed in forma di bracciale in metallo (porpax) avvolgeva l'avambraccio del portatore onde garantire maggiore sicurezza alla presa. Un intreccio di corda lungo il bordo interno permetteva poi di agganciare lo scudo quando non imbracciato.

La superficie esterna degli oplon poteva essere lasciata "liscia" o decorata da un simbolo (episéma). I soggetti, naturali o mitologici, raffigurati sull'aspis aiutavano ad identificare la "nazionalità" del portatore:
- Gli opliti spartani decoravano i loro scudi con una lambda maiuscolo (Λ), indicante il primo nome della loro città, Lacedemone;
- I guerrieri Ateniesi venivano facilmente identificati dalla civetta, simbolo della loro déa:
- I Tebani preferivano decorare i loro scudi con la sfinge o con la clava di Eracle.
- Gli argivi adottarono scudi bianchi con impressa un'idra.
- Lasciata liscia aveva invece una funzione scaramantica, serviva infatti a riflettere contro l'avversario la malasorte ed i suoi propositi omicidi.

Basandosi sulle immagini di un'anfora Attica del tardo VI secolo a.C., gli studiosi suppongono che, oltre alla variante standard dischiforme, esistessero anche degli oplon con il bordo snellito da rientranze semi-circolari, volte a garantire un più agevole passaggio della lancia. Simili esemplari di scudo, noto come "Scudo beotico", anticiperebbero notevolmente le successive evoluzioni ificratee (v. Pelta) e macedoni, non sono stati però, ad oggi, rinvenuti negli scavi archeologici. Altri studiosi ritengono invece che lo scudo beotico si costituisca quale modello di passaggio dall'antico dipylon al moderno hoplon.
La forma concava dello scudo in bronzo, noto appunto anche come aspis koile ("scudo cavo"), permetteva al guerriero di poggiarselo sulla spalla, onde alleggerire lo scarico di pesi sul braccio sinistro, durante le lunghe marce.
Efficacissimo contro spade e lance, non altrettanto però, contro frecce e giavellotti data la sua leggerezza di fondo.

## Diffusione
Hoplon e falange apparvero in una data non ben precisata tra l'VIII ed il VII secolo a.C..

Secondo una tradizione riportata dallo storico Diodoro Siculo, l'oplon e la falange sarebbero stati sviluppati o, quanto meno, formalizzati, presso la polis di Argo che se ne servì per sconfiggere gli Spartani durante la Seconda guerra messenica. L'eco della sconfitta dei Lacedemoni spinse fortemente in favore di una diffusione del nuovo "scudo argivo" presso le altre poleis: primariamente i grandi centri di Sparta, Atene e Corinto poi (VI secolo a.C.) nelle altre città dell'Antica Grecia prima e, successivamente, della Magna Grecia (es. Siracusa). La successiva egemonia egea sul Mediterraneo (V secolo a.C.) diffuse l'uso dell'oplon e della formazione a falange presso i popoli interessati da continui scambi/scontri con le potenze del mondo greco: Etruschi ed Antichi Romani, Traci, Egizi ecc.
Fu solo a partire dal IV secolo a.C. che l'uso dell'oplon, congiuntamente alla falange "classica", iniziò a decadere.

Nella Guerra di Corinto, il generale ateniese Ificrate ridusse le dimensioni dello scudo onde garantire ai falangiti la possibilità di imbracciare una lancia più lunga, necessarie per tenere lo schieramento nemico a distanza mentre, sui fianchi, le truppe degli schermagliatori (peltasti e toxotes) ne assottigliavano le file con il lancio di dardi e giavellotti. La successiva invenzione della falange macedone vide la foggia e le dimensioni dello scudo greco mutare nuovamente, al fine di permettere ai pezeteri del Regno di Macedonia di impugnare la lunghissima sarissa. Ancora al tempo di Alessandro Magno, l'hoplon non era però ancora scomparso, tanto quanto non erano ancora scomparsi gli opliti d'élite, poiché tali erano gli hypaspistai che combatterono efficacemente per il Macedone e per i suoi eredi nelle Guerre dei Diadochi (323 a.C.-276 a.C.).
Entrato in uso alle truppe di Roma Antica grazie all'influenza degli Etruschi, venne chiamato clipeo. Fece parte della panoplia del legionario romano sino a che non venne sostituito dallo scutum.